# Выборы в Совет Безопасности ООН (2007)
Выборы в СБ ООН прошли 16 октября 2007 года на 62 ГА ООН в Штаб-квартире ООН.
Новыми непостоянными членами Совета безопасности ООН на 2 года избраны Буркина-Фасо, Ливия, Вьетнам, Хорватия и Коста-Рика. Свою работу в Совбезе они начали с 1 января 2008 года. Чехия и Доминиканская Республика также претендовавшие на место в Совете безопасности, не получили нужного количества голосов.